# Zearaja chilensis
Zearaja chilensis is een vissensoort uit de familie van de Rajidae. De wetenschappelijke naam van de soort is voor het eerst geldig gepubliceerd in 1848 door Guichenot.